# Женитьба Яна Кнукке

Кадр из фильма «Женитьба Яна Кнукке». В роли капитана Ганса Пфааля — Николай Черкасов

«Женитьба Яна Кнукке» — советский немой художественный фильм 1934 года, снятый режиссёром Александром Ивановым на киностудии Ленфильм.
Премьера фильма состоялась 17 июня 1935 года. «Женитьба Яна Кнукке» стал последним немым кинофильмом киностудии «Ленфильм».
Фильм ныне считается утраченным.

## Сюжет
Снят в жанре политической гротескной мелодрамы, довольно редкой в кинематографе СССР 1930-х годов. Фильм по сценарию Евгения Рысса и Всеволода Воеводина первоначально носил название «Премия мира» и рассказывал о жалком и смешном человеке, безуспешно пытавшемся остановить разгорающийся милитаризм и устроить личное счастье.
Киновед Пётр Багров в статье в журнале киноведческие записки № 60 «Свой масштаб высоты. Александр Иванов: режиссёр и мемуарист» писал:

«C эстетической стороны некоторые эпизоды сценария были не реализуемы, учитывая советские реалии 1930-х годов. Например, сумасшедший офицер, которого с почти сюрреалистическим гротеском играл Николай Черкасов, восхваляя войну, впадал в экстаз и срывал с себя парик и протезы: уха, руки и обеих ног. Были и другие, невероятные для того времени сцены. После очередного выступления Сталина отношение к пацифизму резко изменилось, и пришлось вырезать из картины почти всю политическую линию. Так превратилась „Премия мира“ в „Женитьбу Яна Кнукке“».

## В ролях
- Андрей Костричкин — Ян Кнукке
- Анна Заржицкая — Янина, невеста Яна
- Евгений Червяков — профессор Хольм
- Николай Черкасов — капитан Ганс Пфааль
- Яков Гудкин — бургомистр
- Борис Шлихтинг — Тайва
- Елена Дейнеко